# Неуместный артефакт

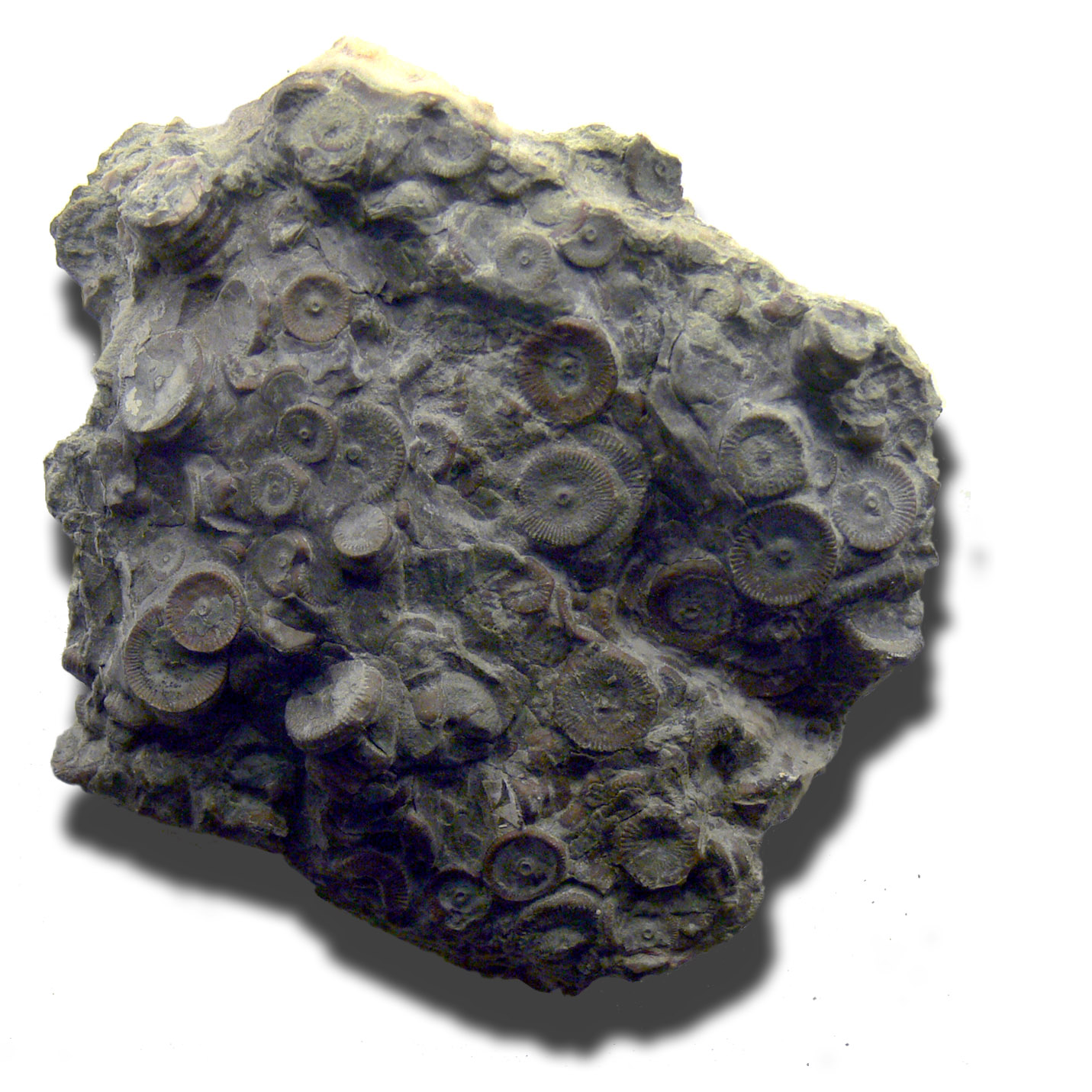
Трохиты — окаменевшие членики стеблей криноидей (морских лилий), иногда ошибочно принимаемые за зубчатые колёса

«Неуме́стный артефа́кт» (от англ. «out-of-place artifact», OOPArt) — ненаучный термин; предмет (изделие, скульптура, сооружение и др.), по мнению некоторых имеющий искусственное происхождение и противоречащий общепринятым научным представлениям о факте или хронологии эволюции, развитии техники, исторической хронологии. «Неуместными артефактами» могут называться предметы, которые кажутся невозможными для производства с использованием технологии своего времени, как её представляет современная наука; выглядят как имеющие искусственное происхождение, но датируемые отдельными авторами ранее того времени, к которому наука относит возникновение человека («палеоартефакты»); выглядят как свидетельства контакта между культурами, которые, согласно научным представлениям, не вступали в контакт.
Термин используется в лексиконе псевдоархеологии и креационизма. «Неуместные артефакты» могут рассматриваться как «объекты изучения», в частности, в псевдоархеологии. Используются в качестве «доказательств» псевдоисторических идей, что «официальная история» неверна, и других псевдонаучных идей, включая «научный креационизм», палеоконтакт, криптозоологию и паранормальные явления, а также в нью-эйдж.
Большинство «неуместных артефактов», исследованных учёными, оказались подделками или неверно интерпретированными предметами.

## Термин
Термин введён американским натуралистом и криптозоологом Айвеном Т. Сандерсоном и применяется к широкому спектру объектов, представляющих как научный интерес (например, железная колонна в Дели), так и популярных только в псевдонаучной среде.

## В псевдонауке и массовой культуре

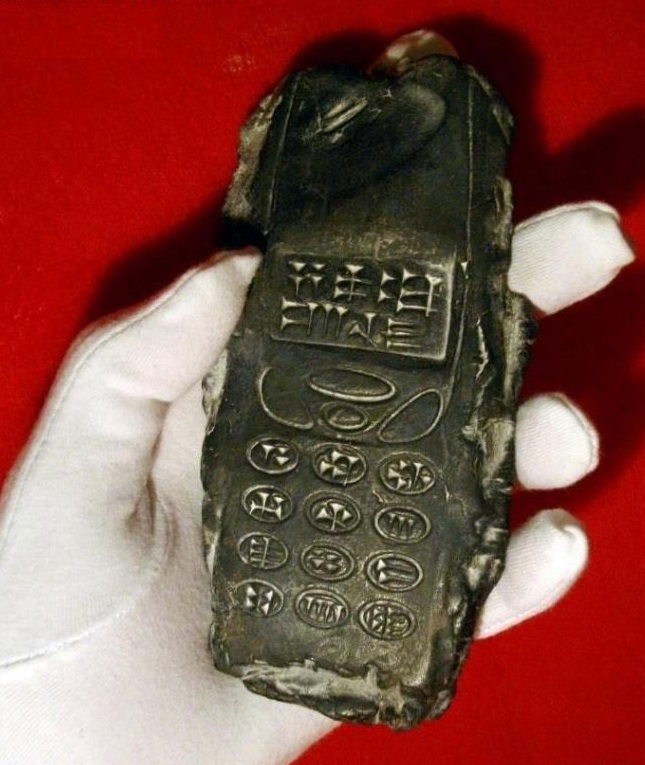
«Вавилонокиа», художественное произведение Карла Вайнгертнера (2012), выдаваемое за подлинный древний артефакт

В псевдонауке «неуместные артефакты» используются в качестве материальных «доказательств» предлагаемых авторами концепций и необходимости пересмотра взглядов «официальной науки» на возникновение, развитие и историю человечества или отдельных культур (сочинения Эдварда Бо, Эриха фон Дэникена, Захарии Ситчина, Чарльза Форта, Грэма Хэнкока и др.). Сторонники подлинности всех или большинства «неуместных артефактов» позиционируют свою деятельность как подлинную науку и считают, что «официальная наука» игнорирует эти «артефакты», поскольку учёные придерживаются «научных догм» и пресекают попытки выйти за их пределы, выполняют коммерческий, государственный заказ или волю неких неизвестных участников глобального заговора.
Термин «неуместный артефакт» используется, как правило, в лексиконе креационистов и других групп, ищущих доказательства, способные опровергнуть теорию эволюции или подтвердить неподтверждённые наукой идеи и представления, например, Всемирный потоп. «Неуместные артефакты» используются как одни из основных «доказательств» псевдонаучной гипотезы палеоконтакта о посещении Земли в прошлом разумными существами внеземного происхождения, которые создали человеческую цивилизацию или оказали на неё существенное влияние.
Особую категорию «неуместных артефактов» составляют мегалитические постройки и другие крупные древние сооружения (например, геоглифы Наски, египетские пирамиды) — реальные древние объекты, создателям которых псевдоучёные приписывают владение высокими технологиями. Часто используются в качестве «доказательства» гипотезы палеоконтакта и рассматриваются как творения инопланетян или людей, использовавших внеземные технологии.

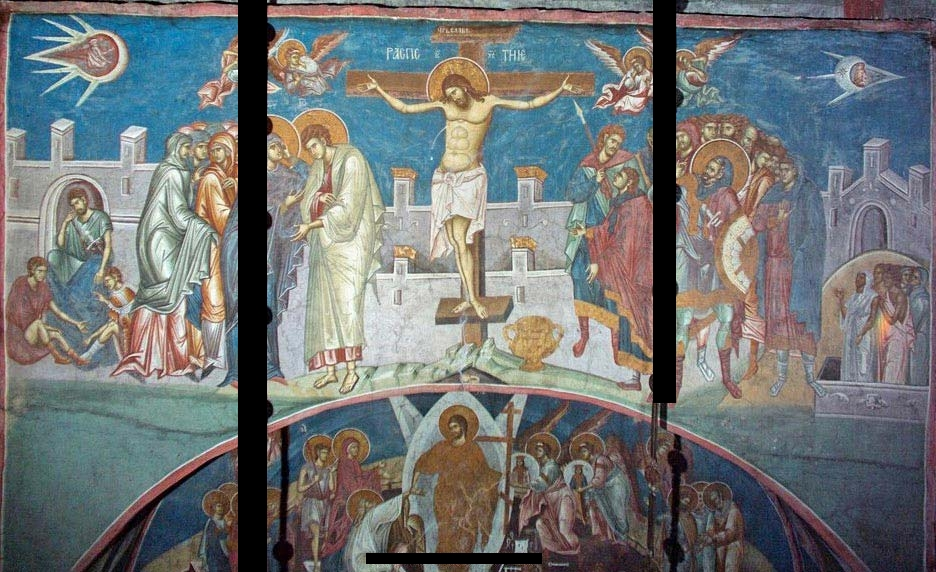
Фреска сербского монастыря Высокие Дечаны с изображением особого разряда ангелов — водителей светил, принимаемых уфологами за пилотов внутри летательных аппаратов

Одним из распространённых «аргументов» сторонников идеи палеоконтакта являются различные неверно интерпретированные реальные исторические изображения — наскальная живопись, рисунки и скульптуры шумеров, древних египтян и других народов, православные иконы и др. Любая фигура в головном уборе или с чем-либо вокруг головы интерпретируется как астронавт в скафандре, рогатый шлем — как радиоантенны, любой летящий предмет («колёса с глазами» из книги пророка Иезекииля, колесница Ханумана из «Рамаяны» и др.) — как летательный аппарат и др.
Советский фантаст Александр Казанцев развивал свою концепцию палеоконтакта. В частности, он использовал аргументы из материалов Матеста Агреста, от которого были приняты рассуждения о тектитах, Баальбекской веранде и других объектах как следах древнего посещения Земли инопланетянами. Казанцев написал предисловие к большой статье Агреста «Космонавты древности».

## Научные объяснения
Большинство «неуместных артефактов», которые были исследованы учёными, оказались подделками (например, хрустальные черепа) или предметами, которым была дана неверная интерпретация в результате принятия желаемого за действительное (в том числе современными предметами, попавшими в породу — например, Артефакт из Косо, свеча зажигания, обнаруженная в 1961 году внутри конкреции в горах Косо, штат Калифорния; либо естественными образованиями, которые неспециалисту сложно отличить от искусственных — например, в случае с сообщениями о массе механических шестерён в древнем камне на Камчатке, оказавшихся члениками стеблей морских лилий) или недооценки уровня развития той или иной культуры (мегалитические постройки и др.).
Археологические находки и различные эксперименты показывают, что люди древности вполне были способны построить пирамиды и другие крупные древние сооружения без использования высоких технологий. Выдающиеся памятники средневековой архитектуры и архитектуры Нового времени не уступают, а во многом превосходят архитектурные сооружения Древнего мира. Изображения, выдаваемые за свидетельства знакомства художников прошлого с космическими скафандрами или их элементами (шлемами, наушниками), отражают такие обычные вещи как головные уборы, ритуальные маски, прически, орнаменты, нимбы. «Летательные аппараты» являются мифологическими объектами (небесные колесницы), аллегориями, метафорами, атмосферными явлениями и др.
Сообщения об этих находках могут быть вырваны из контекста или иным образом искажены (например, дорчестерская находка 1852 года, без достаточных оснований интерпретированная неспециалистами как древняя). Многие «неуместные артефакты» фактически недоступны для изучения (были утеряны или вовсе никогда не существовали и были плодом вымысла, например, «камни Дропа»), а сообщения о них исходят из недостоверных источников или не были надёжно задокументированы (например, газетное сообщение 1844 года, что шотландские рабочие нашли золотую нить, застрявшую в скале на глубине восьми футов под землей; газетное сообщение 1851 года, что в Калифорнии из расколотого куска кварца выпал гвоздь; сообщение 1891 года из Иллинойса, что женщина нашла золотую цепочку, вдавленную в уголь), описания объектов выглядят туманными и неточными. В этом случае нет оснований полагать, что описанные находки произошли так, как сообщалось из вторых или третьих рук, а не являются вымышленными или неверно интерпретированными.
По словам астрофизика Карла Сагана, «в длинном перечне поп-археологии „древних астронавтов“ случаи, представляющие кажущийся интерес, имеют вполне разумные альтернативные объяснения, или о них сообщают неверно, или же они являются просто уклонением, мистификациями и искажениями фактов».
И в случае наличия отрицательного экспертного заключения, и в случае невозможности изучить объект и сделать конкретные выводы, сторонники псевдонаучных идей, как правило, продолжают утверждать, что «неуместные артефакты» являются подлинными.
Для науки не существует понятия «неуместности» какого-либо объекта или явления, и любой артефакт может быть предметом её изучения, если он существует в реальности. В соответствии с научным методом неизвестные ранее объект или явление, действительно противоречащие сложившемуся научному консенсусу, должны изменить этот консенсус, как в случае с антикитерским механизмом. Однако и в тех случаях, когда «неуместные артефакты» оказались существующими в реальности и подлинными, они вписывались в существующие исторические представления и в лучшем случае совершенствовали его, но не приводили к пересмотру сложившейся научной картины мира.

## Некоторые «неуместные артефакты»

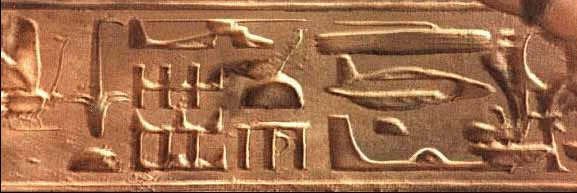
Абидосские иероглифы
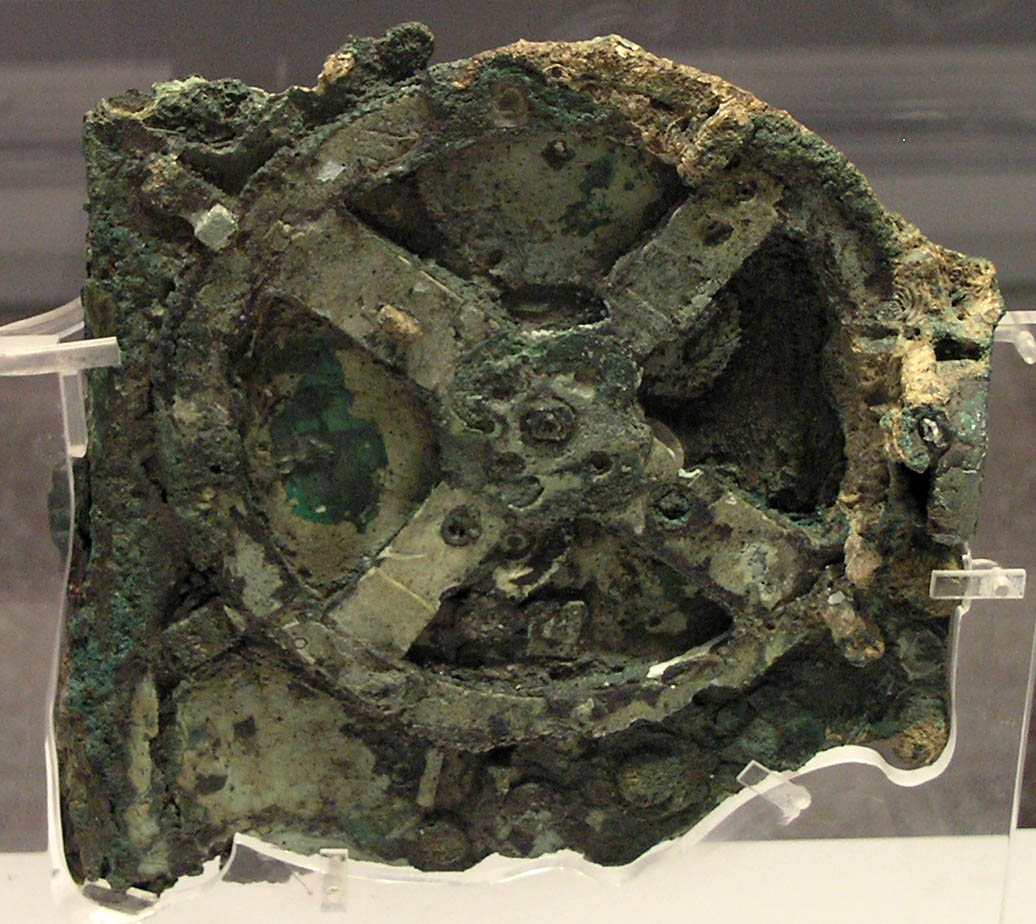
Антикитерский механизм
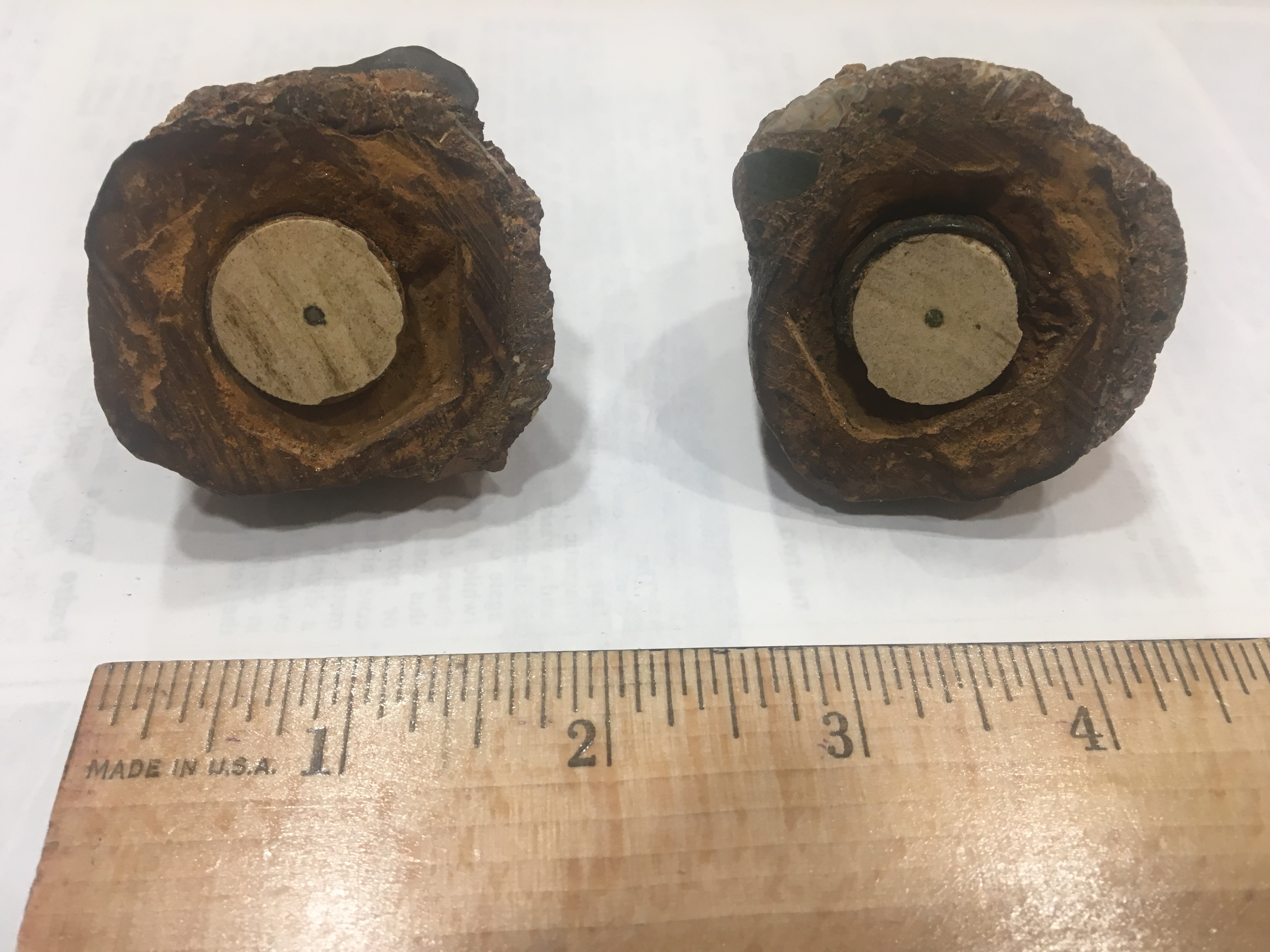
Артефакт из Косо
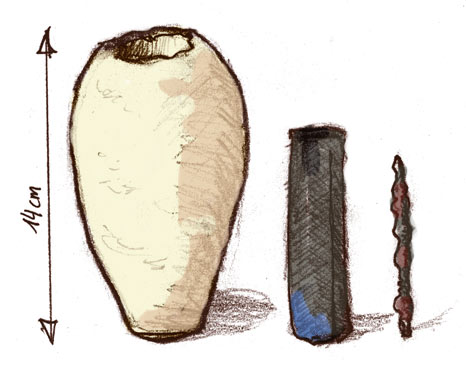
Багдадская батарейка
Диск Сабу
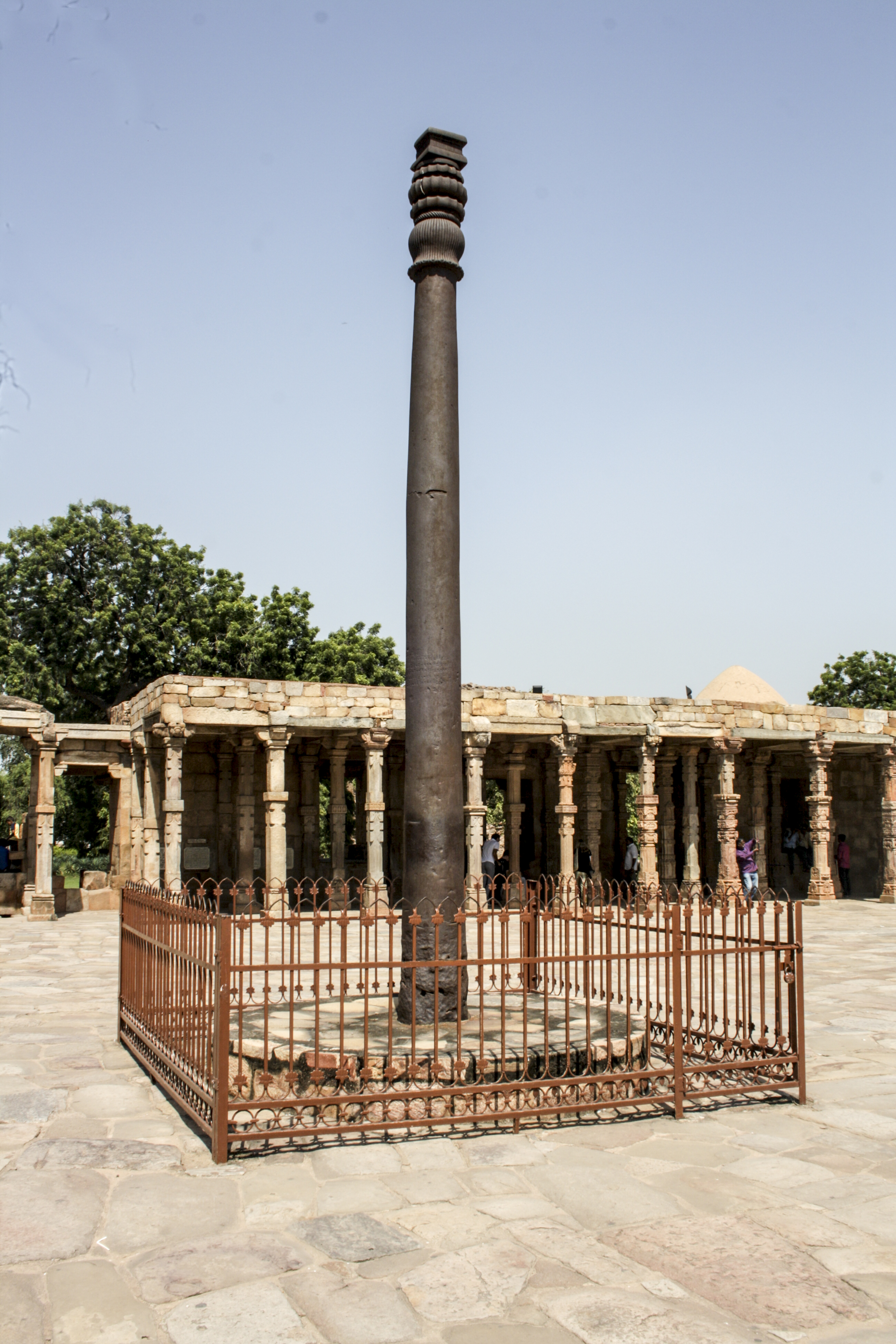
Железная колонна в Дели
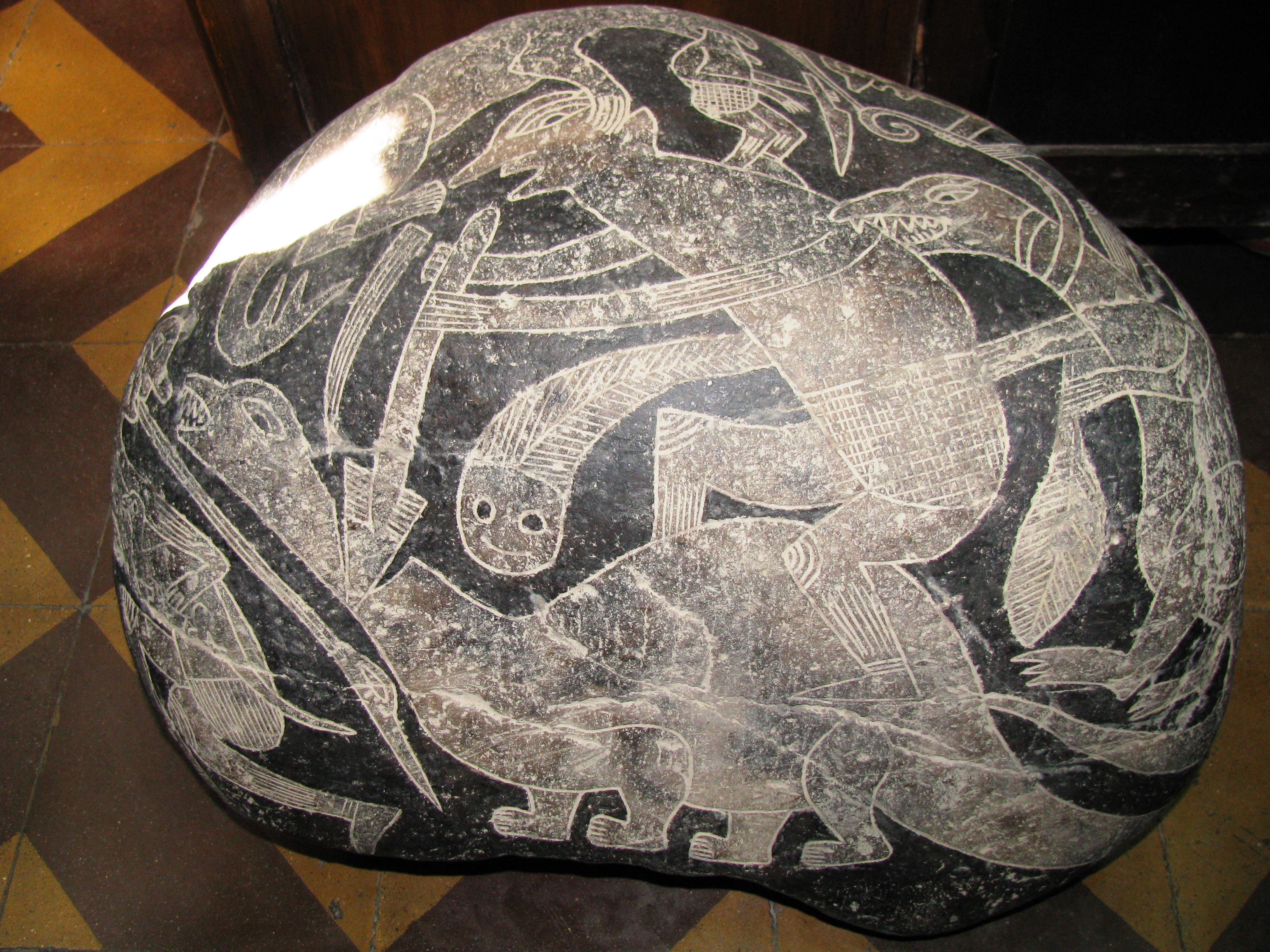
Камни Ики
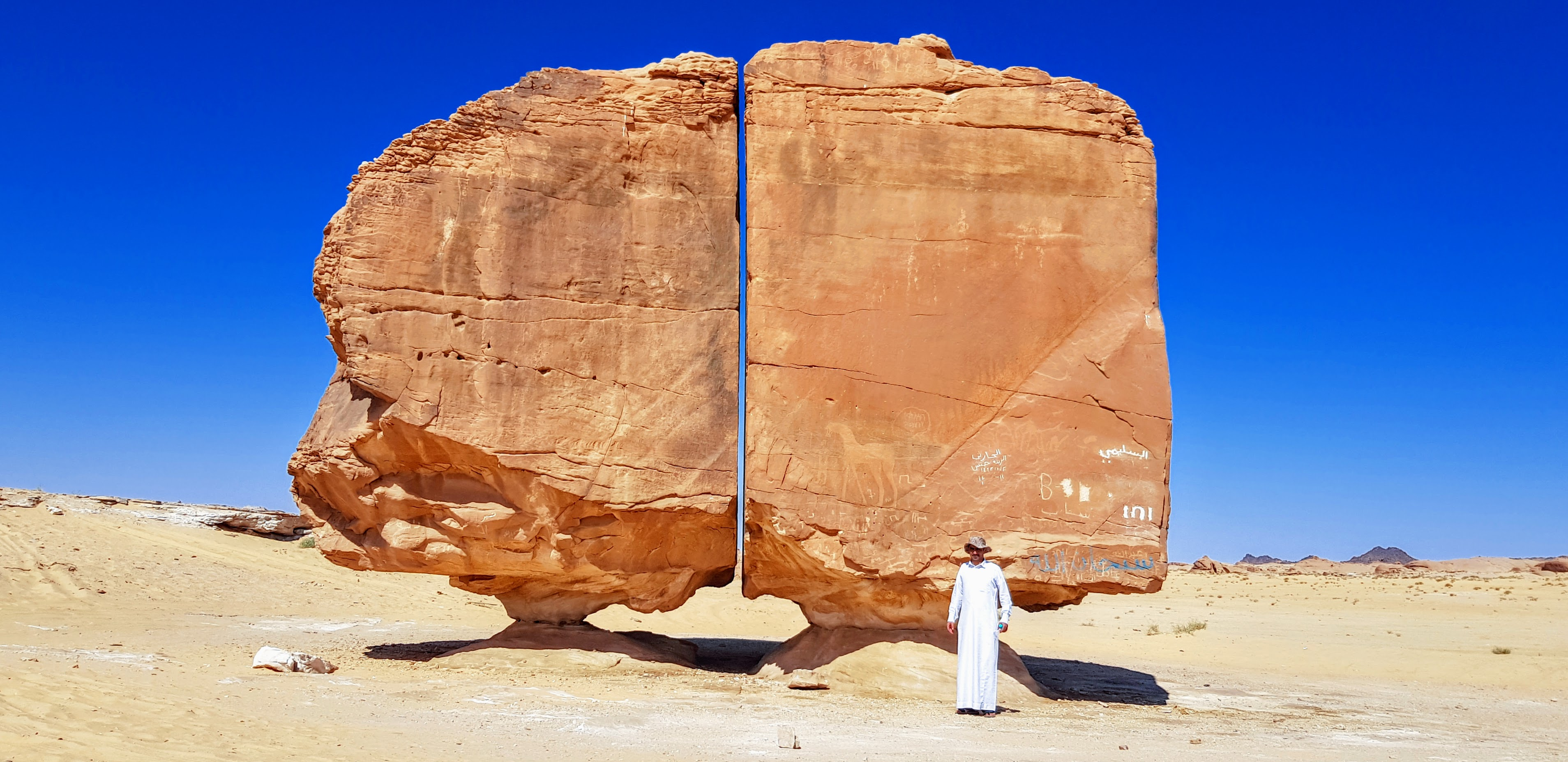
Аль-Наслаа
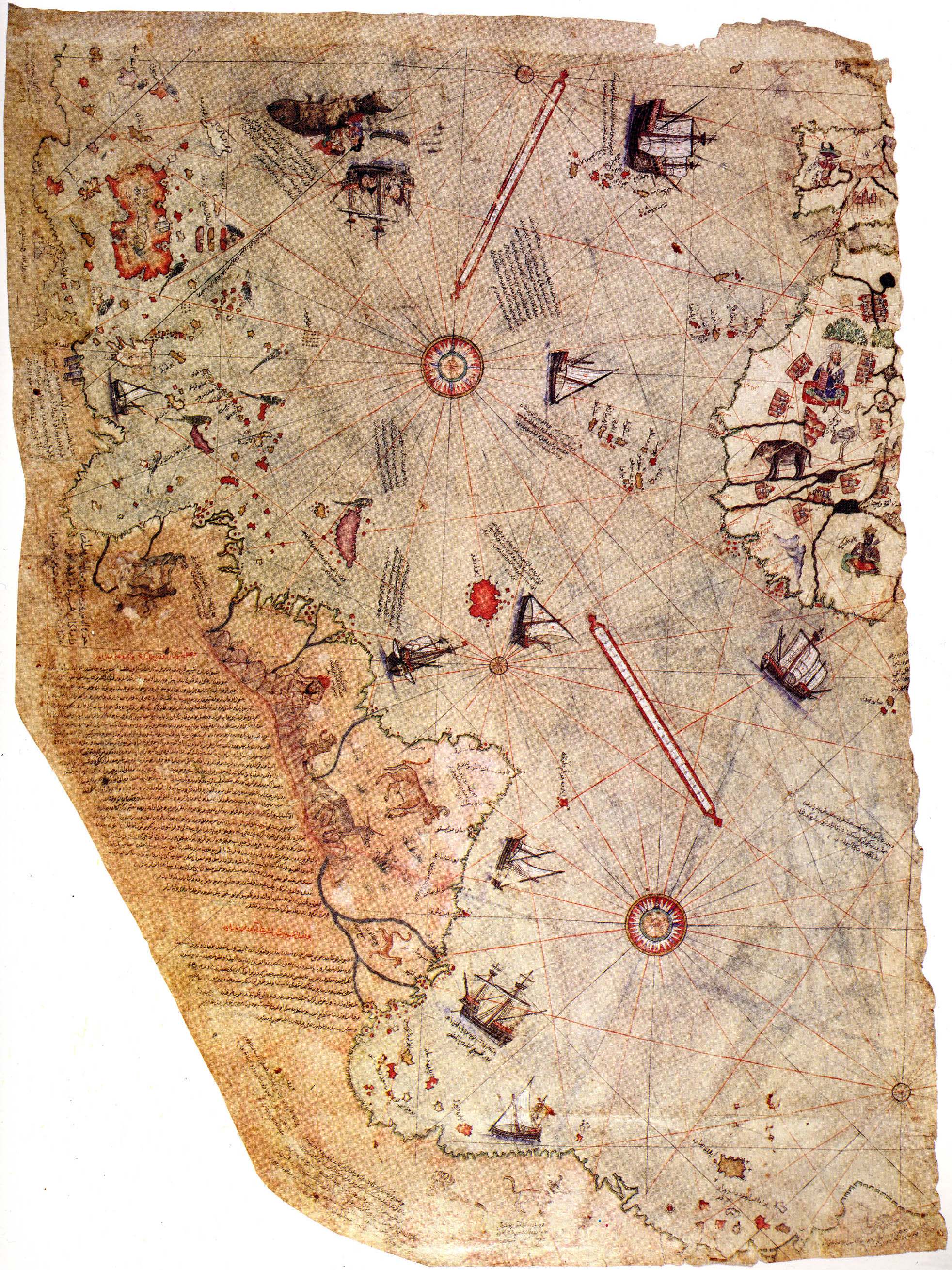
Карта Пири-реиса
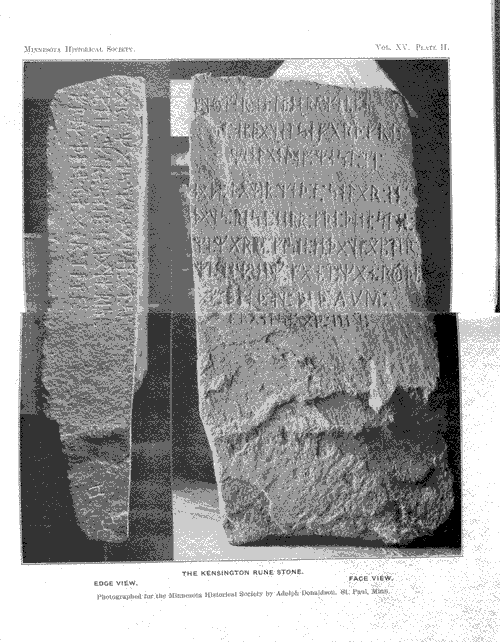
Кенсингтонский рунический камень
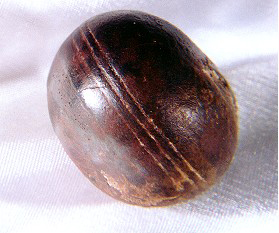
Клерксдорпские шары
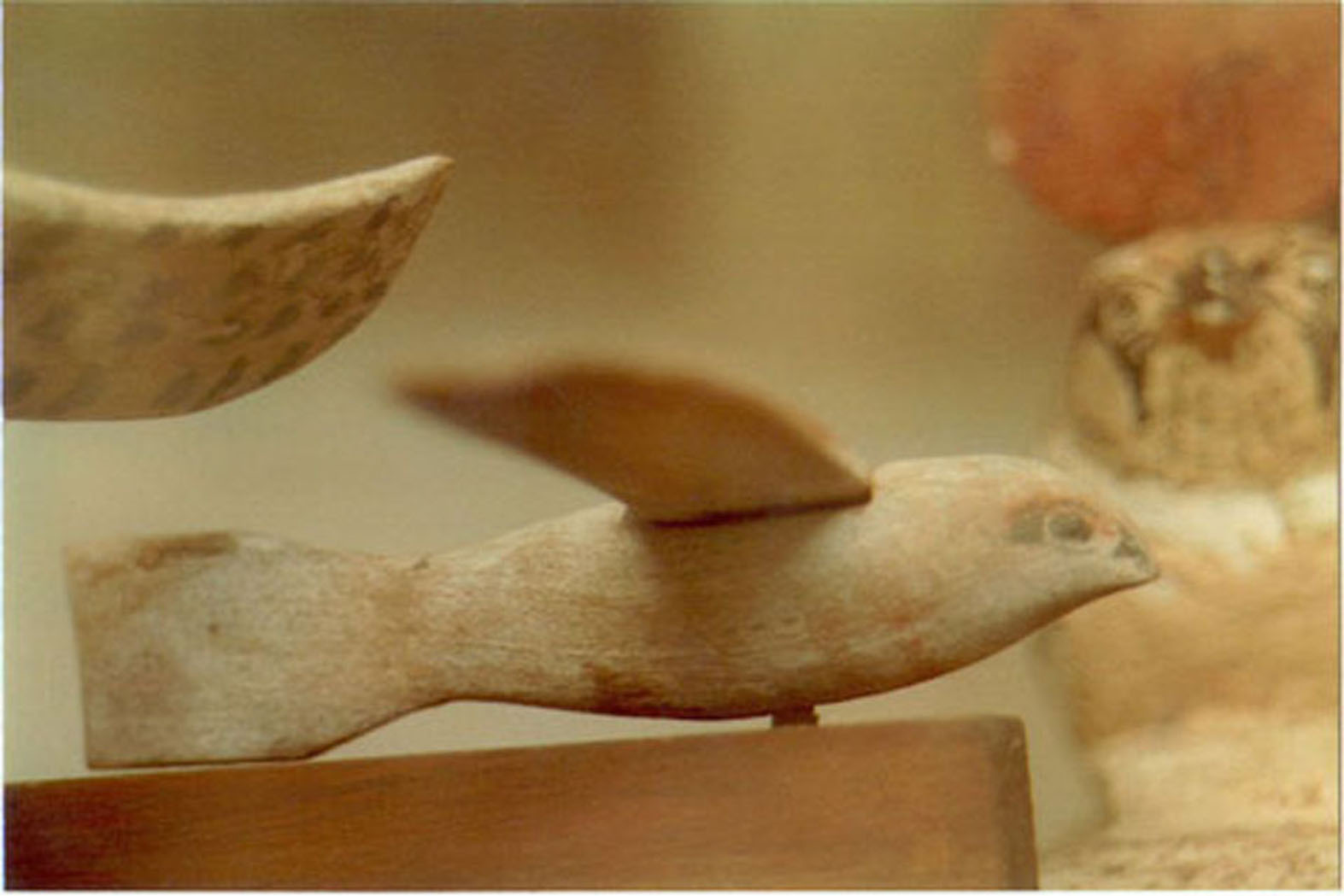
Птица из Саккары
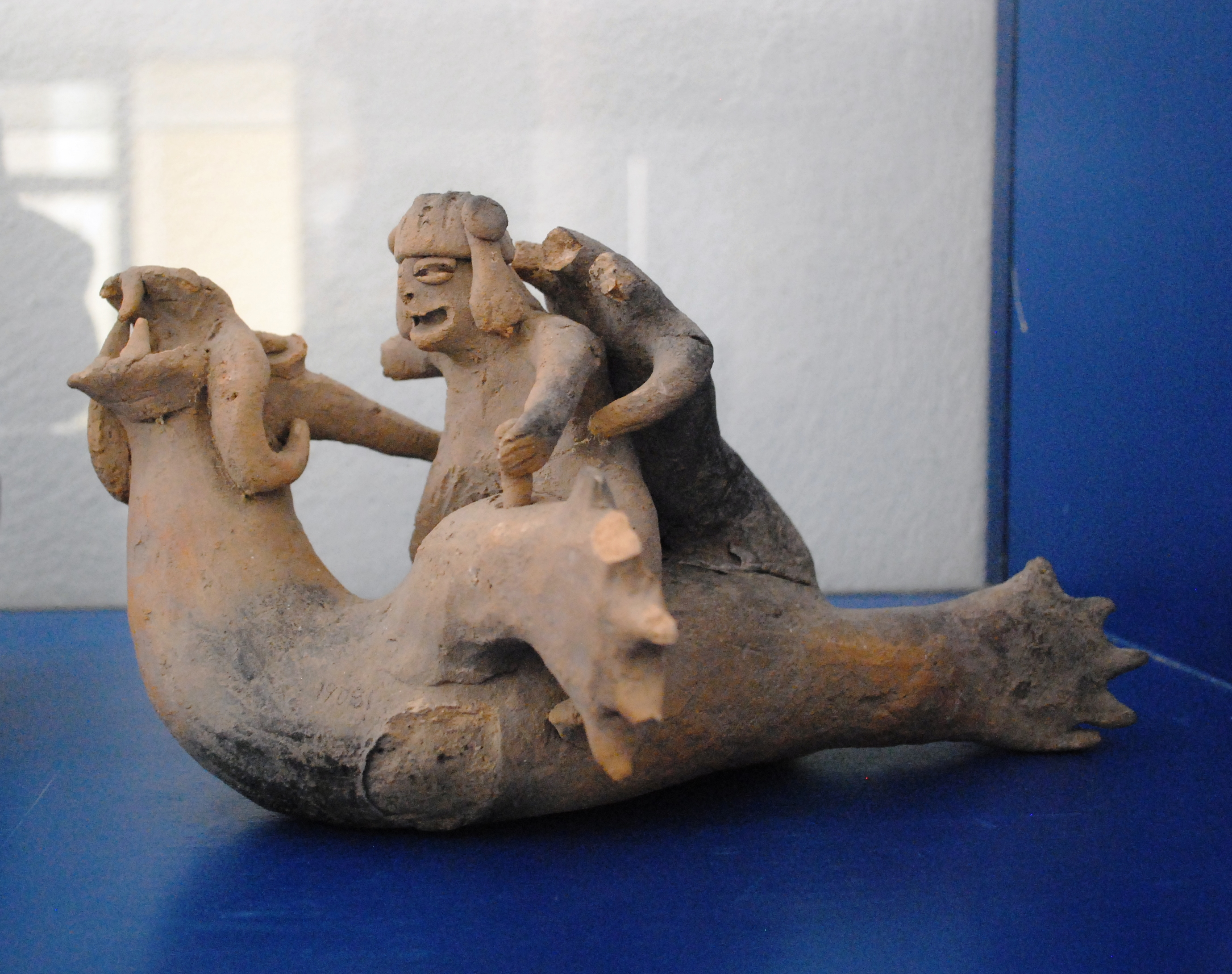
Фигурки Акамбаро
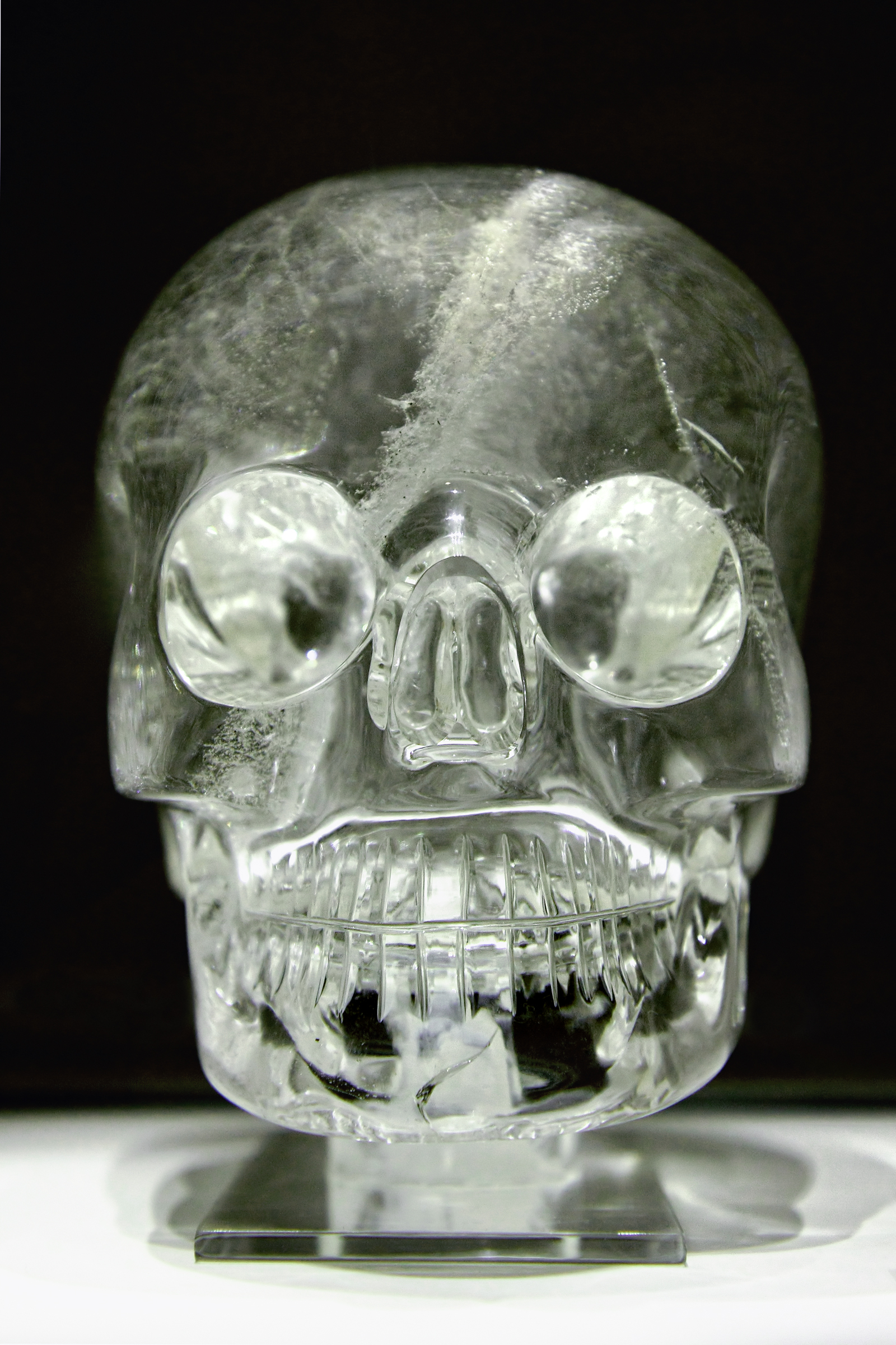
Хрустальный череп

- Стальные обелиски: в штате Юта (Utah monolith[англ.], 2020); в румынском городе Пьятра-Нямц[22][23]; на вершине горы Пайн в городе Атаскадеро (Atascadero), штат Калифорния[24][25]; в Торонто (Канада) недалеко от озера Онтарио[26]; в 2024 — на холме Хей-Блафф возле уэльского городка Хей-он-Уай[27] и в пустыне штата Невада[28].